# Ямамото Шункьо
Ямамото Шункьо (山元春挙, 4 січня 1872 — 12 липня 1933) — японський живописець у жанрі ніхонґа.

Народився в префектурі Шіґа. Ім'я при народженні — Канносуке. У молодому віці його усиновила сім'я Косуґі, після чого почав зватися Кіндзаємон. У 12-13 років Ямамото почав навчатися живопису. Першим вчителем був його далекий родич Номура Бункьо (野村文挙, 1854-1911), від якого Ямамото і отримав свій псевдонім, Шункьо. Коли у 1885-му році Бункьо переїхав у Токіо, він перейшов до Морі Кансай (1814–1894).

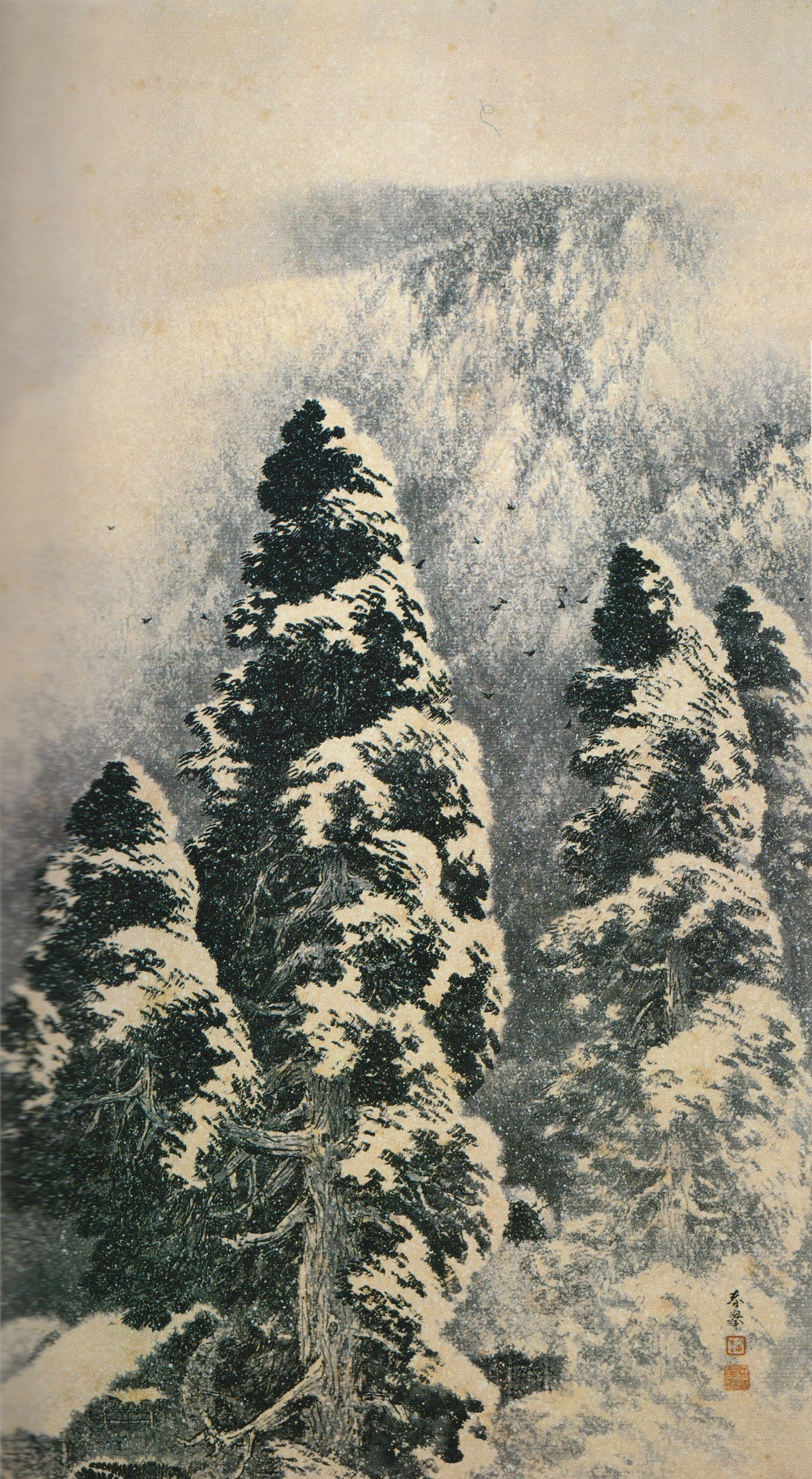
Сосни в снігу, 1922

У 1886-му році дві роботи Ямамото брали участь у молодіжній мистецькій виставці в Кіото, де отримав відзнаку. У 1891-му році він створив молодіжну мистецьку спілку з Такеучі Сейхо та Йошіфумі Кікучі.
Пізніше в житті Ямамото керував приватною школою Санає-кай (早苗会) і викладав у різних навчальних закладах Кіото. Його найвідомішими студентами були Кавамура Маншю (川村曼舟, 1880–1942) та Ямамото Сокю (山本倉丘, 1893–1993). Приблизно у 1917 році він отримав титул Митця Імператорського Двору, а у 1919 році став членом Академії мистецтв.